# Bernard Poyet
Pour les articles homonymes, voir Poyet.
Bernard Poyet, né le 3 mai 1742 à Dijon et mort le 6 décembre 1824 à Paris, est un architecte français.

## Biographie et réalisations

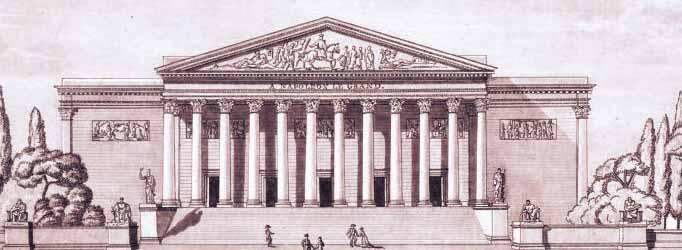
La façade nord du palais Bourbon de Bernard Poyet sous le Premier Empire.

Jeune élève de Charles De Wailly, Bernard Poyet fut second grand prix d'architecture (futur prix de Rome) en 1768 avec un projet de théâtre ou salle de comédie. L'année suivante, il obtient un brevet pour le séjour comme pensionnaire à l'Académie de France à Rome.
En 1766, il est chargé par De Wailly de superviser l'exécution de la grange-écurie du château des Ormes confiée à l'architecte-ingénieur du domaine, Jean-Baptiste Vautier. Ce bâtiment de 80 mètres de long sur 12 mètres de large est achevé en 1769 avec l'installation du vaste fronton figurant Cybèle recevant l'offrande de toutes les productions de la Terre par le sculpteur du roi Augustin Pajou, acheminé par voie d'eau depuis Paris. Poyet met également en œuvre, parallèlement, en 1768, le nouveau corps de logis au centre du château des Ormes pour lequel il fait des propositions de distribution et d'élévations. Le chantier sera conduit, après son départ pour Rome en 1769, par Jean-Pascal Lenot, autre élève de De Wailly, qui assura le suivi jusqu'à son abandon en 1783.
On voit aussi Poyet seconder temporairement son maître De Wailly sur le chantier de l'hôtel d'Argenson, dit chancellerie d'Orléans, en 1768 à l'occasion de sa présentation au grand prix de l'Académie royale d'architecture, avant de s'en retourner aux Ormes.
Nommé architecte du duc d'Orléans à son retour de Rome, il est également l'auteur de petites constructions dans les faubourgs de Paris. Il est admis à l'Académie royale d'architecture en 1786, et nommé contrôleur des travaux de la Ville de Paris ; il construit alors l'église Saint-Sauveur (1780) puis à l'hôpital Sainte-Anne.
En 1790, la Révolution en fait un architecte de la Ville de Paris, chargé de l'approvisionnement en eau, d'où le réaménagement de la fontaine des Innocents élevée par Jean Goujon. Proche de Lucien Bonaparte, il reçoit mandat en 1800, comme architecte du palais de l'Assemblée du corps législatif, de repenser entièrement l’habillage du Palais Bourbon sur sa façade côté Seine. L'hôtel de Bourbon, appartenant autrefois au prince de Condé, n'avait pas été pensé pour devenir une chambre parlementaire. Entre 1804 et 1807, Poyet donne les plans et dirige les travaux de construction du frontispice du « palais du Conseil des Cinq-Cents ». Il choisit de répondre à la façade commencée à la même époque de l'église de la Madeleine située dans le prolongement du pont de la Concorde de Perronnet, et de la rue Royale de Gabriel. Bernard Poyet dessina de ce fait une colonnade de facture classique. L’actuel fronton, achevé en 1841, fut sculpté par Jean-Pierre Cortot.
Pendant sa carrière, il rédigea un grand nombre de mémoires et d'ouvrage sur l'architecture, en particulier en milieu urbain. Son œuvre s'insère dans la dialectique de l'expansion que connut Paris à la fin du XVIIIe siècle.
Il meurt le 6 décembre 1824 à Paris et est inhumé au cimetière du Père-Lachaise (11e division).

## Principales constructions
- Mise en œuvre de la grange-écurie du château des Ormes de De Wailly (1766-1768)
- Direction du chantier de remise au goût du jour de l'hôtel d'Argenson à Paris par De Wailly (1768)
- Collaboration au chantier du corps central du château des Ormes avec De Wailly (1768-1769)
- Écuries de la rue Saint-Thomas-du-Louvre (1773)
- Maison des Enfants d'Orléans, rue de Bellechasse (1778)
- Hôtel des Cariatides (maison du peintre Benjamin Calau), rue du Montparnasse (1777), démoli
- Église Saint-Sauveur de Paris (1780)
- Hôpital Sainte-Anne, Paris (1788)
- rue des Colonnes, à Paris (1797)
- colonnade du Palais Bourbon et Salle des Cinq-Cents (1808)
- hôtels particuliers, nos 10 et 12 rue de Courcelles, Paris (1812)[3]

## Projets non réalisés

### Nouvel hôtel-Dieu de Paris

#### Hôpital circulaire

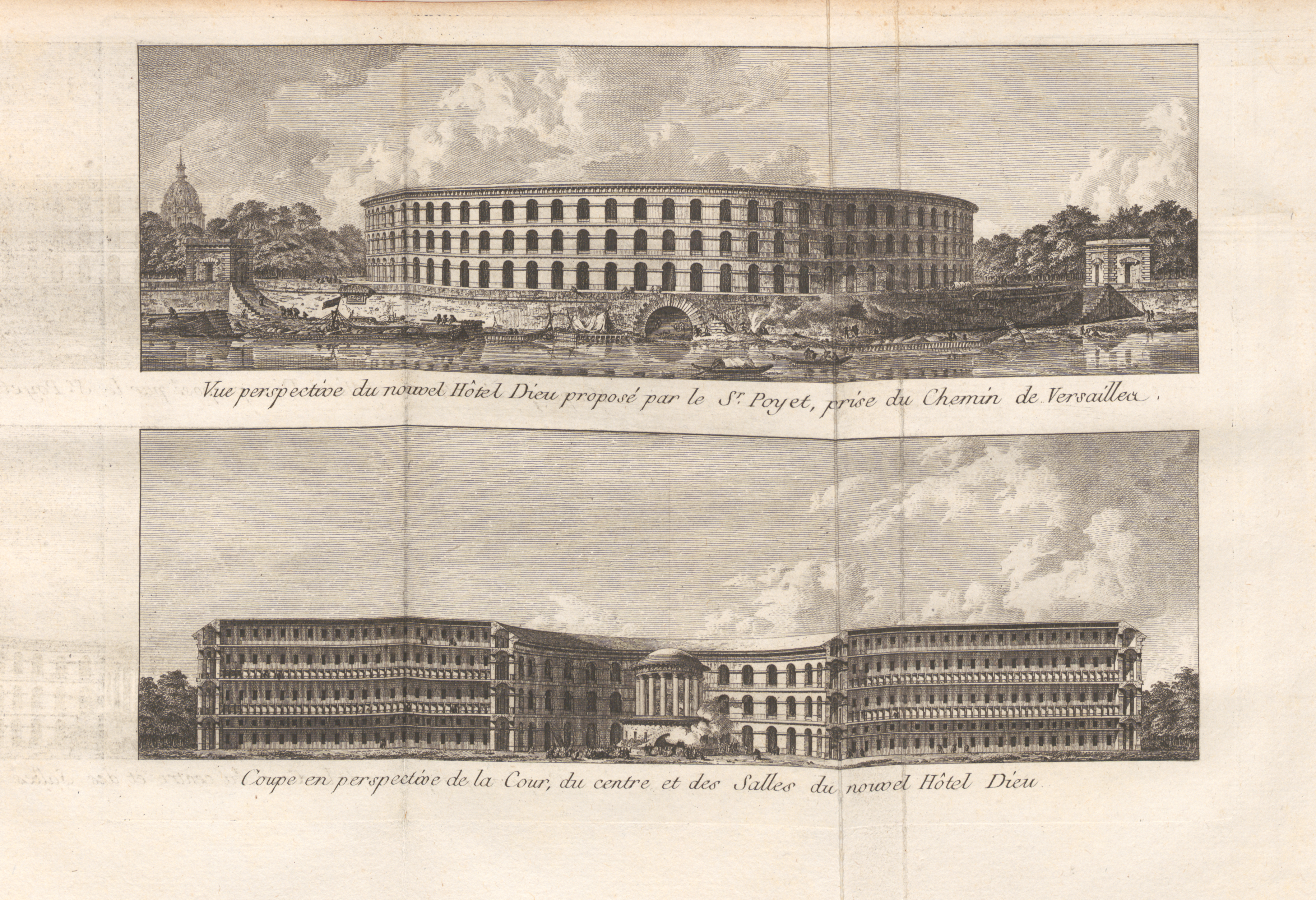
Vue et coupe d'un Nouvel hôtel-Dieu de Paris (son emplacement prévu correspond à l'actuel Quai Branly devant la Tour Eiffel).

Plan détaillé du premier étage. « Cet ordre admirable (...) donne la facilité de voir tout d'un seul point et d'arriver à tout dans le moins de temps possible ».

En 1785, l'architecte Claude-Philibert Coquéau publie son Mémoire sur la nécessité de transférer et reconstruire l'hôtel-Dieu de Paris, suivi d'un projet de translation de cet hôpital, proposé par le sieur Poyet. Bernard Poyet, alors contrôleur général des bâtiments de la ville de Paris propose un projet d'architecture colossale, consistant à reconstruire l'hôtel-Dieu sur l'île des Cygnes sous la forme d'un hôpital circulaire, inspiré du Colisée de Rome, et d'une contenance de 5000 lits.
Il s'agit d'un gigantesque hôpital rayonnant de plus de 100 toises (près de 200 mètres de diamètre) donnant au centre sur une cour de 45 toises. Il comporte trois étages de 16 grandes salles de 84 lits chacune, disposées en rayons, et de 32 petites salles de 12 lits sur la grande circonférence. Les salles de service et les escaliers occupent la petite circonférence. Grande et petite circonférence sont deux larges galeries circulaires ouvertes par de grandes arcades. Les rayons sont séparés par de vastes cours. Dans son Mémoire Coquéau écrit :
« Le premier avantage que présente cette forme imposante, est de retracer l'un des plus beaux monuments de Rome, le Colisée ; de se décorer elle-même, et par-là, de prévenir les dépenses de décoration dont les autres formes ont besoin (...) 
Un des grands avantages de cette forme circulaire, avantage qui lui est propre et qui la rend préférable à toute autre pour cette espèce de monument, est la différente direction des salles, qui, répondant aux divers rhumbs de vent, les rends susceptibles de les recevoir tous, et d'être toutes assainies par les vents respectifs qui répondront à chacune d'elles. On pourra prendre cet avantage en considération lorsqu'il faudra classer les maladies ; on les répartira dans ces salles en raison des propriétés que l'expérience a assignées à chacun des vents qui agitent et purifient l'atmosphère (...)

Indépendamment de ces 5000 et tant de lits, il [le sieur Poyet] a ménagé dans les entresols du rez-de-chaussée 500 chambres à lit seul et à cheminée, où l'on arrivera par des escaliers particuliers absolument indépendants (...) Ces 500 chambres procureront à l'Hôtel-Dieu une augmentation de revenus très considérables » 
À la demande du baron de Breteuil, secrétaire de la Maison du Roi, une commission de 9 membres de l'Académie royale des Sciences examine le projet Poyet qui est refusé en 1786 en raison de l'insalubrité de la position, du coût et de la taille excessive de l'établissement.

#### Hôpital pavillonnaire
Cependant, en 1788, Poyet suit les recommandations de la commission en présentant un nouveau projet d'hôpital, cette fois-ci pavillonnaire « en double peigne » (deux rangées de sept bâtiments séparés, de part et d'autre d'une cour d'honneur) ou en « arêtes de poisson » (séries de salles de part et d'autre d'une galerie centrale). Poyet appliquera cette idée lors de la reconstruction de l'hôpital Sainte Anne.
En 1788, il présente aussi sur ce modèle, son projet d'un hôpital maritime à Cherbourg, mais le concours d'architecture est annulé pour des raisons budgétaires (réduction du nombre d'hôpitaux militaires, ordonnance du 20 juillet 1788).
Ce modèle de composition pavillonnaire, inspiré de l'hôpital naval britannique moderne du XVIIIe siècle, sera une norme académique française au XIXe siècle. Il s'agit de la grille ou quadrillage qui permet de moduler et combiner des unités de volume. Le but recherché est le caractère, expression architecturale des XVIIIe et XIXe siècles : le bâtiment doit inspirer de nobles sentiments. La forme, la fonction et la signification doivent se conjuguer en un tout harmonieux et symétrique, légitimé par des précédents historiques incontestables. En même temps, il doit se conformer à la doctrine hygiénique de l'époque, basée sur « l'aérisme » ou circulation et renouvellement de l'air pour lutter contre les miasmes.

### Autres

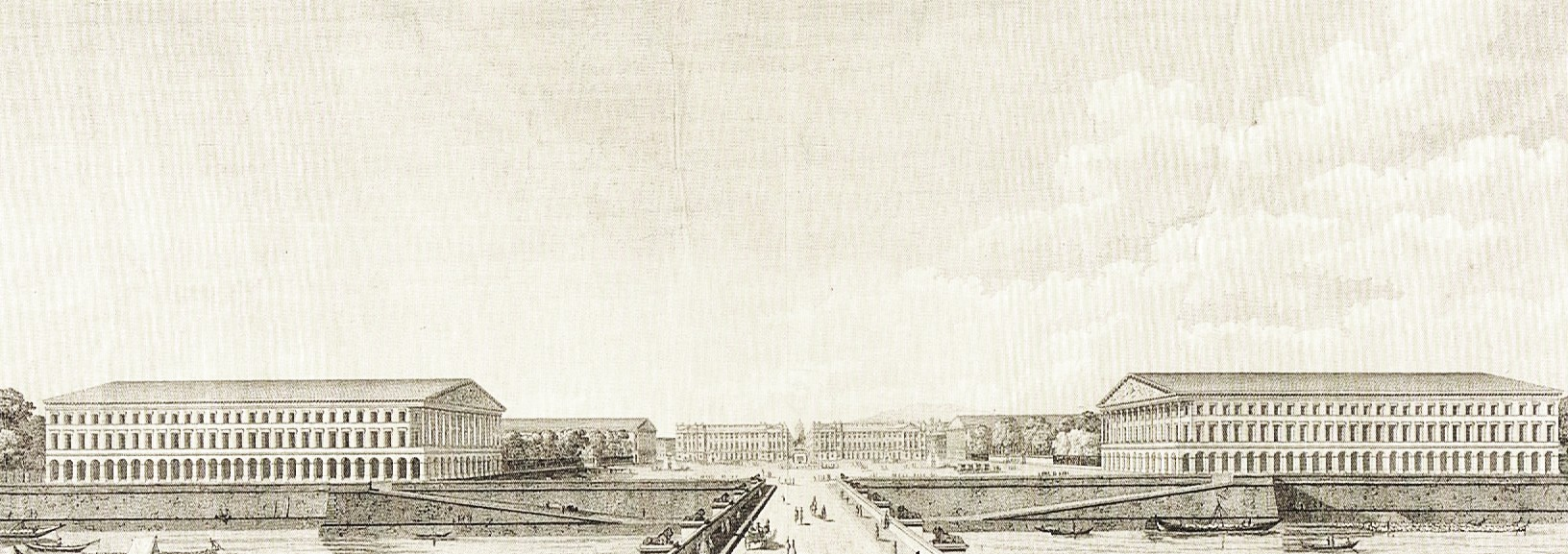
Le projet d'aménagement de la place Louis-XV par Bernard Poyet (1789).

En 1787 et 1790, il propose le percement d'une voie de perspective faisant se rejoindre la Colonnade de Perrault du Palais du Louvre à l'Hôtel de ville de Paris, qui n'aboutit jamais.
En 1789, l'architecte Bernard Poyet propose au roi un aménagement de la place Louis-XV avec l'édification de bâtiments aux quatre angles de la place. L'opéra eût été installé dans le bâtiment du nord-est mais ce projet n'a pas de suite.